# Shadows Over Camelot
Shadows Over Camelot es un juego de mesa para entre cuatro y siete jugadores creado por los diseñadores de juegos Bruno Cathala y Serge Laget y publicado en 2005 por Days of Wonder.
En Shadows Over Camelot cada jugador representa a un caballero de la Mesa Redonda y debe colaborar con los demás para superar diversas misiones, desde derrotar al Caballero Negro hasta la búsqueda del Santo Grial. Las misiones completadas permiten colocar espadas blancas en la Mesa Redonda; las misiones fallidas añaden espadas negras y/o máquinas de asedio en Camelot. Los caballeros intentan reunir la mayoría de las espadas blancas en la Mesa antes de que Camelot caiga.
En cada turno, el caballero realiza una «acción heroica», como avanzar a una nueva misión, construir su mano o jugar cartas para impulsar las fuerzas del bien. Sin embargo, también debe elegir una de tres acciones malignas, cada una de las cuales acercará a Camelot a la derrota.
Además, uno de los caballeros puede ser un traidor, fingiendo ser un miembro leal del grupo pero obstaculizando secretamente a sus compañeros.

## Expansiones y reimplementaciones
En 2008 se lanzó una expansión titulada Merlin's Company.  La expansión del juego incluye la figura promocional de Sir Bedivere y cartas de personaje del mismo color para los nuevos caballeros. Merlín es una figura jugable y su carta blanca especial ayuda a los caballeros en las misiones en las que participa.
En 2012 se editó Shadows over Camelot: The Card Game, un juego de cartas rápido que invita a tomar el papel de los hijos e hijas de los caballeros de la tabla redonda, reunidos para sobreponerse a los rumores y problemas que amenazan Camelot.

## Premios y nominaciones
Entre otras distinciones, Shadows Over Camelot ha obtenido las siguientes:
- 2006 Ganador del premio Spiel des Jahres en la categoría especial de juegos de fantasía.
- 2006 Nominado al premio Golden Geek en la categoría de mejor juego ligero y/o de fiesta.
- 2006 Nominado al premio Golden Geek en la categoría de mejor juego para expertos.
- 2006 Nominado al premio Golden Geek en la categoría de mejor juego familiar.
- 2006 Nominado al premio As d'Or.
- 2005  Ganador del premio Tric Trac de Bronze.
- 2005 Ganador del Premio Origins al mejor juego de mesa del año.
- 2005 Ganador del premio Meeples Choice Award
- 2005 Nominado a los International Gamers Awards en la categoría de estrategia multijugador